# خاویر کاساس (بازیکن فوتبال، زاده ۱۹۸۲)
خاویر کاساس (انگلیسی: Javier Casas؛ زادهٔ ۹ مهٔ ۱۹۸۲) بازیکن فوتبال اهل اسپانیا است.
از باشگاه‌هایی که در آن بازی کرده‌است می‌توان به باشگاه فوتبال دپورتیوو آلاوس، باشگاه فوتبال اتلتیک بیلبائو، باشگاه فوتبال کوردوبا، و باشگاه فوتبال اتلتیک بیلبائو بی اشاره کرد.